# Tongass National Forest

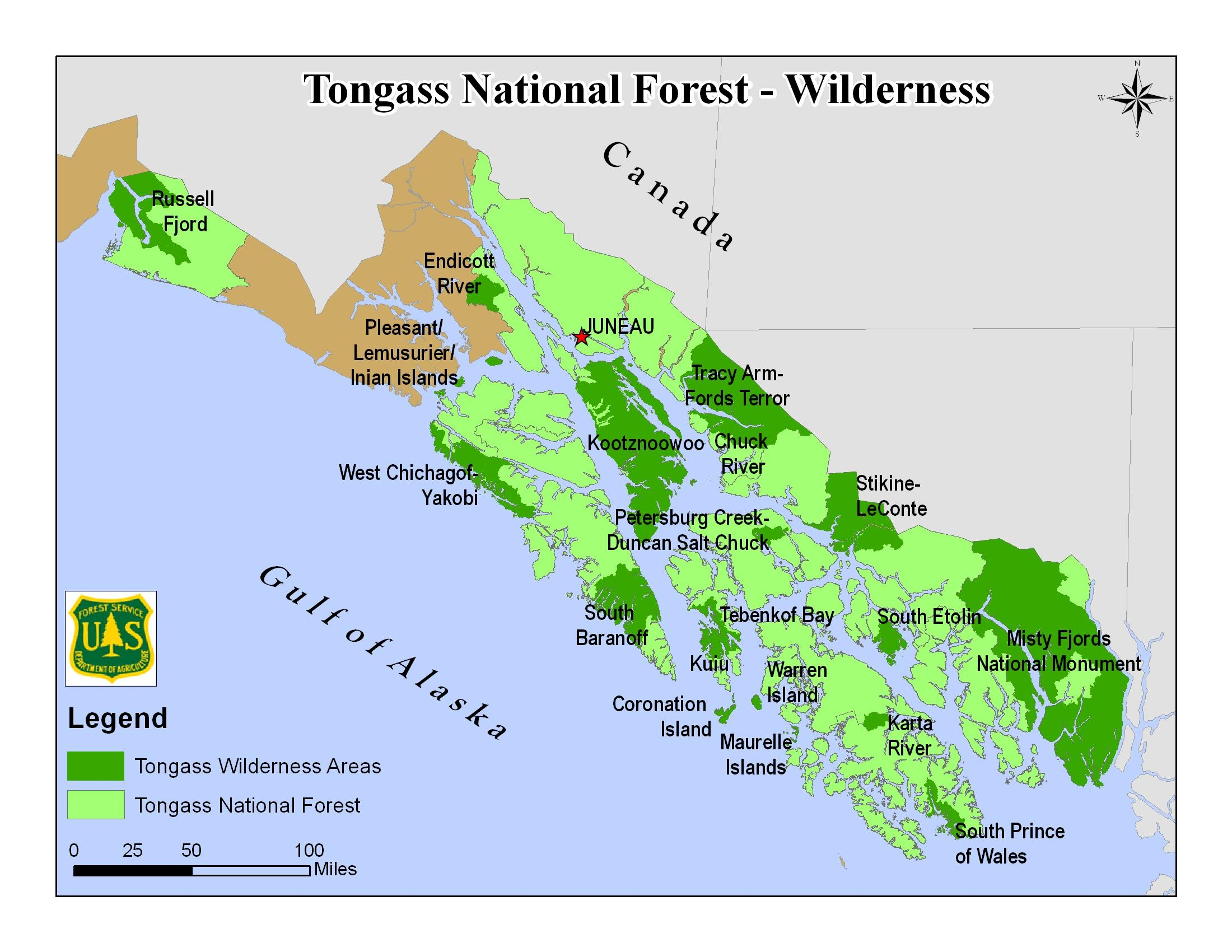
Karte des Tongass National Forest – mit National Monuments und Wilderness Areas

Der am 10. September 1907 ausgewiesene Tongass-Nationalforst (engl. Tongass National Forest, offiziell Tongass/Stikine National Forest) ist mit einer Fläche von 69.000 km² der größte Nationalforst der Vereinigten Staaten und befindet sich in Südost-Alaska, in der so genannten Alaska Panhandle.
Der Nationalforst wird vom U.S. Forest Service verwaltet. An den exponiertesten Stellen der Westküste auf Baranof Island erzeugt Steigungsregen genug Niederschlag, um einen gemäßigten Regenwald wachsen zu lassen. Das Landschaftsbild ist geprägt durch Gletscher und zahlreiche Fjorde wie den Endicott oder den Tracy Arm in den Boundary Ranges, dem nördlichsten Teil der Coast Mountains. Auf dem Höhenzug verläuft die Grenze zur kanadischen Provinz British Columbia. Bis 1903 bestand über das Grenzgebiet ein Disput zwischen Kanada und den Vereinigten Staaten (Alaska boundary dispute). Zwei Drittel der Fläche sind schnee- oder eisbedeckt oder bestehen aus Felsen.
Im Tongass-Nationalforst leben etwa 75.000 Menschen in 31 Gemeinden, darunter auch indigene Völker wie die Tlingit, Haida und die Tsimshian. Namensgeber ist die Gruppe der Tongass, die den Tlingit angehören. Die Tongass besiedelten einst den Bereich in und um Ketchikan. Die größte Stadt ist Juneau, zugleich Hauptstadt von Alaska.
In den Nationalforst eingelagert sind das Admiralty Island National Monument und das Misty Fjords National Monument, zwei Naturschutzgebiete vom Typ des National Monuments, und 19 Wilderness Areas, die schärfste Schutzkategorie der Vereinigten Staaten. Rund 1/3 der Gesamtfläche (über 23.000 km²) des Nationalforsts sind als Wildnisschutzgebiete gewidmet.
Der US-amerikanische Präsident Donald Trump wies laut einem Bericht der Washington Post im August 2019 seinen Landwirtschaftsminister Sonny Perdue an, einen seit 20 Jahren bestehenden Schutz für umgerechnet 3,8 Millionen Hektar des Tongass National Forest aufzuheben. Unter Präsident Bill Clinton 2001 wurde ein als Roadless Rule bekanntes nationales Gesetz verabschiedet, das den Bau von Straßen und Infrastruktur in unerschlossenen Wildnisgebieten verbietet. Der Tongass National Forest soll von diesem Gesetz ausgenommen werden. Trump beabsichtige, die Abholzung gezielt für Energie- und Bergbauprojekte freizugeben.